# Joaquim Jorge
Pour les articles homonymes, voir Jorge.
Joaquim Jorge, de son nom complet Joaquim António Jorge, est un footballeur portugais né le 18 février 1939 à Lourenço-Marques en Afrique orientale portugaise et mort le 14 septembre 2014. Il évoluait au poste de défenseur central.

## Biographie

### En club
Joaquim Jorge commence sa carrière en 1959 au Mozambique portugais au sein du Sporting da Beira (pt),,.
En 1962, il rejoint la métropole pour représenter le FC Porto et découvre la première division,,.
En 1964, il atteint notamment la finale de la Coupe du Portugal, le club portiste perd contre Benfica,.
Joaquim Jorge rejoint le Vitória Guimarães en 1965. Il joue sous les couleurs du club du Nord du Portugal pendant sept saisons,,.
Durant la fin de sa carrière, il représente des clubs de deuxième division et de troisième division avec l'UD Oliveirense, le FC Penafiel, l'USC Paredes et le FC Felgueiras,,.
Il dispute un total de 180 matchs pour 8 buts marqués en première division portugaise,. Au sein des compétitions européennes, il dispute 3 matchs en Coupe des vainqueurs de coupe pour aucun but marqué et 11 matchs en Coupe des villes de foires pour un but marqué.

### En équipe nationale
International portugais, il reçoit deux sélections en équipe du Portugal durant l'année 1969.  Le 6 avril, il dispute un match contre le Mexique (match nul 0-0 à Oeiras). Le 4 mai, il joue pour le compte des qualifications pour la Coupe du monde 1970 contre la Grèce (match nul 2-2 à Porto).

## Entraîneur
Après sa carrière de joueur, il est entraîneur à trois reprises du FC Penafiel dans les années 1980 et 1990.